# Souvrství Bajo de la Carpa

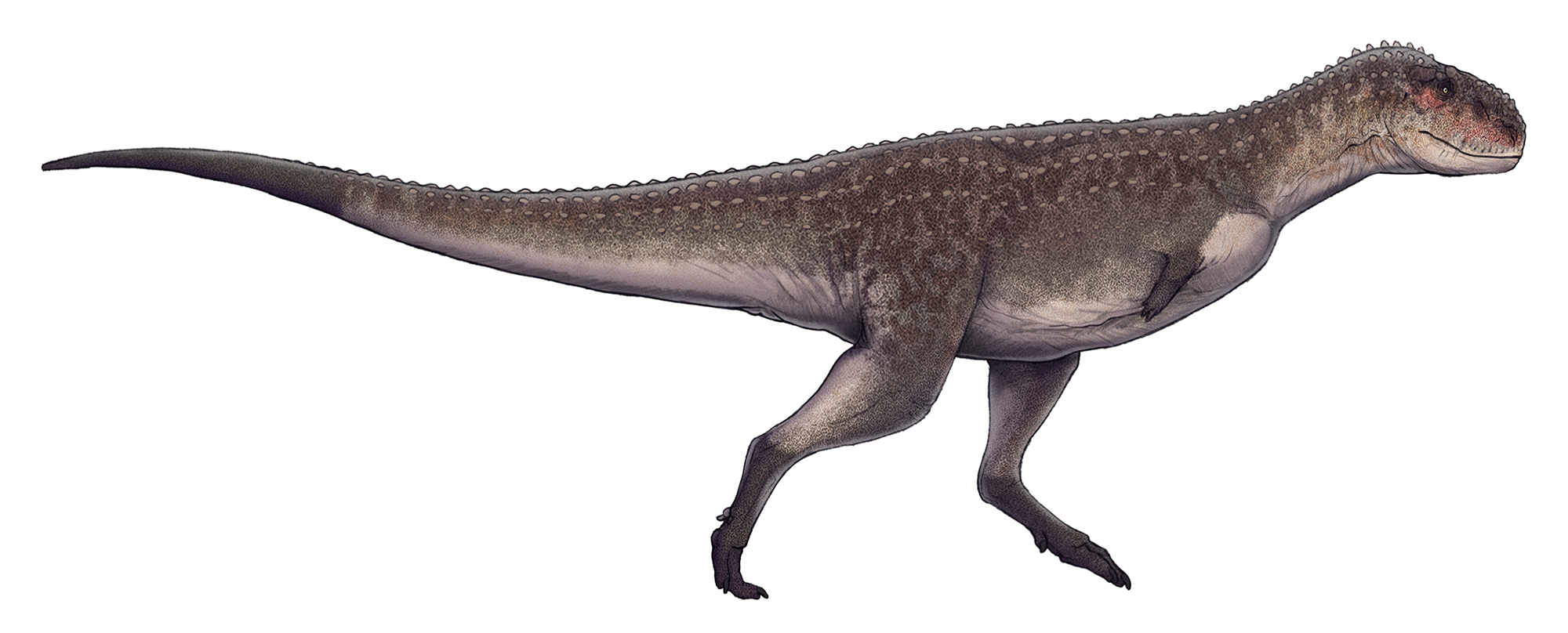
Viavenator - zástupce dinosauří megafauny souvrství Bajo de la Carpa.

Souvrství Bajo de la Carpa je geologickou formací z období pozdní křídy (geologický věk santon, stáří 86 až 84 milionů let), jehož sedimentární výchozy se nacházejí na území argentinské provincie Río Negro a Neuquén.

## Charakteristika
Převládajícím typem horniny v tomto souvrství je pískovec a dále jílovec a prachovec. Mocnost sedimentů místy dosahuje až 150 metrů. Početné jsou zde fosilie různých obratlovců, včetně želv, hadů, krokodýlovitých plazů a praptáků. Objevena byla také fosilní hnízda pravěkého hmyzu ze skupiny blanokřídlých. Nejvýznamnější jsou ale fosilie dinosaurů, kteří měli v ekosystémech dochovaných v tomto souvrství velmi vysokou biodiverzitu.
Objeveny zde byly také fosilie dosud formálně nepopsaných velkých abelisauridních teropodů z kladu Furileusauria. To naznačuje, že celková biodiverzita teropodních dinosaurů v ekosystémech tohoto souvrství byla ve skutečnosti podstatně vyšší, než ukazuje dosud shromážděný fosilní kosterní materiál.

## Objevené druhy dinosaurů

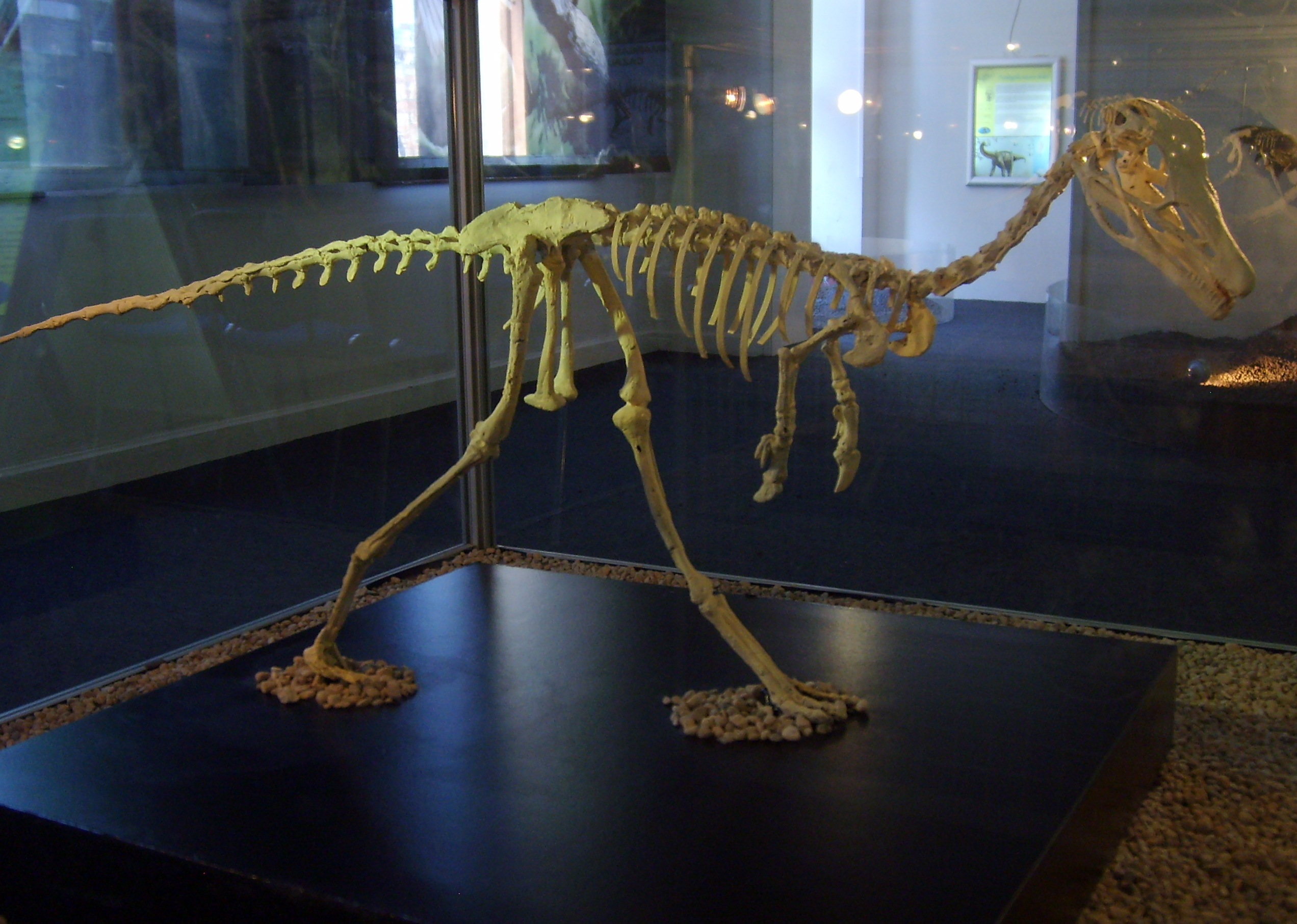
Alvarezsaurus - rekonstruovaná kostra v muzejní expozici.

- Achillesaurus manazzonei

- Alvarezsaurus calvoi

- Bonitasaura salgadoi

- Inawentu oslatus

- Llukalkan aliocranianus

- Mahuidacursor lipanglef

- Overosaurus paradasorum

- Rinconsaurus caudamirus

- Tratayenia rosalesi[5]

- Traukutitan eocaudata

- Velocisaurus unicus

- Viavenator exxoni